# Алая-виджняна
Ала́я-виджня́на (санскр. ālaya — дом, жилище; vijñāna — познание) — «аккумулированное сознание», «коренное сознание» (мула-виджняна); понятие буддийской философской школы йогачара, или виджнянавада, означающее универсальную первооснову ума, сознания (виджняны), следовательно, в соответствии с субъективно-идеалистической доктриной данной школы (читта-матра, «только ум»), — и всей реальности в целом, в том числе так называемых «внешних» объектов. Алая-виджняна как единый первоисток сознания и иллюзорного «внешнего» мира может быть сопоставлена с Атманом, однако, в отличие от него, она не является неизменным абсолютом, но, скорее, подобна вечно меняющемуся потоку состояний.
Алая-виджняна представляет собой хранилище («сокровищницу») частиц, или «семян» (биджа), возникающих как «отпечатки» предыдущего опыта и преобразующихся под действием кармы в остальные семь видов виджняны, то есть в пять чувственных восприятий, умственное сознание (мановиджняну) и ложное сознание «эго» (клиштамановиджняну). Эти виды сознания конструируют «реальность» феноменального индивида, его безначальное и бесконечное перерождение, в котором невозможно определить, является ли первичным восприятие алая-виджняной «отпечатков» (васан) или первично их проецирование «вовне». При этом, с одной стороны, алая-виджняна «своя» для каждого существа, с другой стороны, её природа общая для всех индивидов. После достижения состояния бодхи (пробуждения) «семена» не исчезают, но прекращается их трансформация в кармические следствия.
Концепция алая-виджняны, часто идентифицируемой с умом-читтой, имеет достаточно широкий и неопределённый характер, колеблясь от отождествления алая-виджняны с высшей истинной реальностью, называемой татхата («таковость»), до понимания её как совокупности всех психических проявлений, «потока сознания».